# Liste der Universitäten in West Virginia
Liste von Universitäten und Colleges im US-Bundesstaat West Virginia:

## Staatliche Hochschulen
- Bluefield State College
- Concord University
- Fairmont State University
- Glenville State College
- Marshall University
- Shepherd University
- West Liberty State College
- West Virginia School of Osteopathic Medicine
- West Virginia State University
- West Virginia University
  - West Virginia University Institute of Technology

## Private Hochschulen
- Alderson-Broaddus College
- Appalachian Bible College
- Bethany College
- Davis and Elkins College
- Mountain State University
- Ohio Valley University
- Salem International University
- University of Charleston
- West Virginia Wesleyan College
- Wheeling University